# 스택 피어스
스택 피어스(Stack Pierce, 1933년 6월 15일 ~ 2016년 3월 1일)는 미국의 텔레비전 배우, 영화배우, 무대 연출가, 연극 배우이다.

## 영화
- 문베이스 (1997년)
- 더블 섹스 (1997년)
- 베니의 주말 2 (1993년)
- 천국으로 가는 장의사 (1991년)
- 죽음의 계곡 (1989년)
- 이츠 머피스 폴트 (1988년) - 스파이더 역
- 패트리어트 수중 작전 (1986년)
- 아틱 히트 (1986년)
- 브이 - 최후의 전투 (1984년)
- 위험한 게임 (1983년)
- 브이 - 5부작 미니시리즈 (1983년)
- 바이스 스퀘드 (1982년)
- 부시도 2 (1980년)
- 낫츠 랜딩 (1979년)
- 굿 가이스 (1979년)
- 두 얼굴의 사나이 - 시리즈 (1978년)
- 형사 Q (1976년)
- 사이코 킬러 (1975년)
- 6백만 달러의 사나이 - TV 시리즈 (1974년)
- 샌프란시스코 수사반 (1972년)
- 야간 간호원 (1972년) - 존 역
- 119 구조대 (1972년)
- 수사관 맥클라우드 (1970년)
- 닥터 웰비 (1969년)
- 우리 생애 나날들 (1965년)